# Villa rustica (Wagham)
Die Villa rustica ist ein römischer Gutshof, der im Ortsteil Wagham der Gemeinde Altheim gefunden wurde, und einer von drei römischen Gutshöfen in der Gemeinde.

## Lage und Datierung
Die Fundstelle liegt sich genau südlich der beiden anderen Villen im Raum, Weirading und Simetsberg. Da sie exakt auf einer Linie liegen, ist anzunehmen, dass hier eine Römerstraße verlief.
Bewohnt wurde die Villa etwa von 100 bis 200 n. Chr. und fällt somit in die Römische Kaiserzeit.

## Forschungsgeschichte und Anlage
Die Villa rustica wurde 1991 im Rahmen von Begehungen bei der archäologischen Aufnahme des südlichen Innviertels entdeckt. 1992 fand die geophysikalische Aufnahme statt und 1994 wurde die Villa vom Bundesdenkmalamt ausgegraben.
Wie die Villa in Weirading war dieser Fund schlecht erhalten. Von den Archäologen konnte Stein- und Schotterraub  bis in eine Tiefe von 0,5 Metern festgestellt werde. Freigelegt wurden die Fundamente eines 13,5 Meter langen Gebäudes, das als Teil der Wirtschaftsgebäude identifiziert wurde.

## Nachweise
1. 1 2 3 4  Altheim villa rustica 3 (Memento des Originals vom 3. Dezember 2013 im Internet Archive)  Info: Der Archivlink wurde automatisch eingesetzt und noch nicht geprüft. Bitte prüfe Original- und Archivlink gemäß Anleitung und entferne dann diesen Hinweis.. In: Archäologisches Informationssystem für Oberösterreich. archaeologie-ooe.info
2. ↑  die römischen Straßeningenieure sind bekannt dafür, nur geradlinige Straßenzüge ausgemessen zu haben.

Koordinaten: 48° 13′ 34″ N, 13° 15′ 44″ O